# Rittner Sommerspiele
Die Rittner Sommerspiele finden jedes Jahr zwischen Ende Juli und Mitte August in Lengmoos am Ritten (Südtirol) statt und zählen zu den ältesten Freilichtspielen Südtirols. Sie wurden im Jahr 1973 u. a. von Inga und Bruno Hosp sowie Peter Mitterrutzner gegründet. Der Fokus der Sommerspiele liegt auf Volkstheaterstücken von namhaften Autoren, die zumeist in Mundart aufgeführt werden. Als Veranstaltungsort dient der Innenhof der Kommende Lengmoos am Ritten, welche sich im Besitz der Ballei „An der Etsch und im Gebirge“ des Deutschen Ordens befindet.

## Geschichte

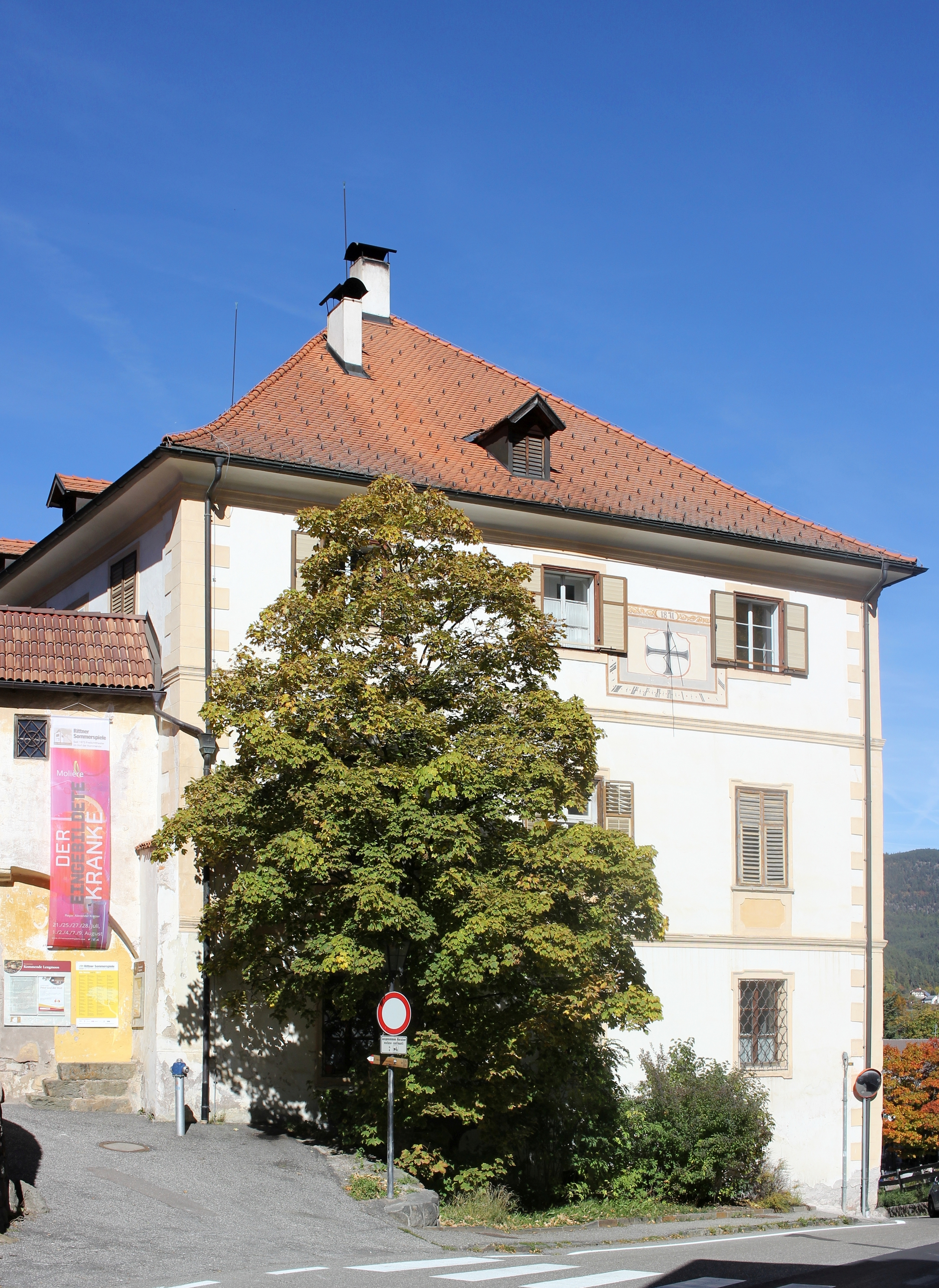
Die Deutschordenskommende in Lengmoos (2017)

Der Ritten war schon vor rund 300 Jahren unter den Bozner Bürgern ein beliebtes Ziel für die alljährliche Sommerfrische. Zu ihrer Unterhaltung veranstalteten sie nicht nur Musikabende und Schießwettbewerbe, sondern auch Theateraufführungen. Im Jahr 1973 wurde diese Tradition wieder aufgegriffen, als die Publizistin Inga Hosp und ihr Mann, der spätere Südtiroler Kulturlandesrat Bruno Hosp, gemeinsam mit dem Volksschauspieler Peter Mitterrutzner und Sepp Frötscher die Rittner Sommerspiele begründeten.
Im Jahr 2012 feierten die Rittner Sommerspiele das 40-jährige Jubiläum mit dem Shakespeare-Stück „Was ihr wollt“, inszeniert von Oliver Karbus. Im Jahr 2023 feiern die Rittner Sommerspiele das 50-jährige Jubiläum mit der Pension Schöller, inszeniert von Alexander Kratzer.

## Bedeutung
Die Rittner Sommerspiele sind ein fixer Bestandteil des Südtiroler Kulturlebens. Die Inszenierungen werden in allen wichtigen Südtiroler Medien (Dolomiten, ff, Neue Südtiroler Tageszeitung etc.) aufgegriffen; bis 1999 wurden sie regelmäßig von Fernsehsendern wie BR, ORF oder Rai Bozen aufgezeichnet; insgesamt 22 Aufzeichnungen kamen zustande. Im Jahr 2007 strahlte Rai Bozen anlässlich des 35-jährigen Bestehens der Sommerspiele eine Dokumentation aus, ebenso 2012 zum 40-jährigen Jubiläum.

## Trivia
Am 25. Juli 2019 wurde der charakteristische Birnbaum im Innenhof der Kommende durch einen Sturm beschädigt und umgeknickt. Der Baum befand sich im nordöstlichen Eck des Innenhofs direkt neben der Bühne und wurde des Öfteren auch in das Bühnenbild integriert. Die Mitbegründerin der Sommerspiele, Inga Hosp, widmete dem Birnbaum einen Nachruf.